# هوراسيو برناردو
هوراسيو برناردو (بالإسبانية: Horacio Bernardo) هو كاتب أوروغواياني، ولد في 8 ديسمبر 1976 في مونتفيدو في الأوروغواي.